# Råda BK
Råda BK är en svensk fotbollsklubb som bildades 1932 i Lidköping och spelar sina hemmamatcher på Rådavallen strax utanför Lidköping.
Säsongen 2021 spelar damlaget i division 1 och herrlaget i division 5.
Råda BK är moderklubb för Anna Ahlstrand som spelar i Kopparbergs/Göteborg FC i Damallsvenskan.

## Historia
Idag bedriver föreningen bara fotboll, men tidigare har Råda BK bedrivit verksamhet inom terränglöpning, friidrott och bandy. 
Råda BK bildades den 10 februari 1932 hos Seth Larsson i Prästgården, Råda av ett tjugotal ungdomar. Det var bröderna Karl och Nils Larsson, Tage Fransson, Nisse Johansson och ett flertal andra personer som skapade föreningen.
Till styrelse valdes:
ordförande Eric Storm,
sekreterare Sven Johansson,
kassör Axel Johansson.
Övriga styrelseledamöter: Nils Larsson, Herbert Storm, Tage Fransson, Gösta Karlsson och Werner Bergstrand. Man enades om namnet Råda BK. 
Det var ett intensivt första år, av bröderna Jansson fick klubben hyra en plats där man kunde tänka sig att spela fotboll. Den första fotbollsplanen anlades på den nuvarande B-planen på Rådavallen. Den första tiden saknades ett klubbhus varvid en gammal tall stående i hörnet av fotbollsplanen fick utgöra omklädningsplats under något år. Ett intensivt arbete tog nu fart med att röja sten och träd. Redan första sommaren kom arbetet så långt att den första matchen kunde spelas, matchen spelades mot Mellby IK och slutade 3-3. Beslutet att förlänga fotbollsplanen med 40 meter togs den 21 september 1933. Sedermera byggdes även klubbstuga och omklädningsrum på platsen, som fick namnet Rådavallen.
Idrottsplatsen återinvigs 1956 efter en omfattande renovering, som medförde en utgift av så mycket som 31.000 kronor. Med pompa och ståt kunde 1961 föreningen efter en stor volontär arbetsinsats inviga sin första riktiga klubblokal.
Råda BK startar 1979 verksamhet inom damfotboll, efter bara fyra år spelade laget i Division 2. 2015 hade klubben en ungdomsverksamhet på ungefär 15 lag och ungefär 800 medlemmar totalt. Herrlaget har som högst nått Division 4.
Som sagt har Råda inte bara bedrivit fotboll utan även andra sporter. Råda hade på 1930-talet bandyverksamhet i mycket lite omfattning, verksamheten lades ner efter bara några matcher.
Den 23 september 2013 beslutade kommunfullmäktige i Lidköping att ge 6,9 miljoner i investeringspengar till bygget av en belyst konstgräsplan och omklädningsrum. Den totala kostnaden av Dina-planen med omklädningsrum och beslysning gick upp till 10 miljoner, resten betalade Sparbankstiftelsen och Dina försäkringar. Kommunalrådet Kjell Hedvall kommenterade beslutet genom att säga till NLT: "Fotboll är den i särklass största sporten i Lidköping med en fantastisk ungdomsverksamhet. När andra intressenter är med och satsar är det också betydligt lättare."

## Säsonger (herr)
| Säsong | Nivå   | Division   | Sektion                  | Position | Förflyttningar    |
| ------ | ------ | ---------- | ------------------------ | -------- | ----------------- |
| 2001   | Nivå 7 | Division 5 | Nordvästra Västergötland | 2:a      | Uppflyttningskval |
| 2002   | Nivå 7 | Division 5 | Nordvästra Västergötland | 2:a      | Uppflyttningskval |
| 2003   | Nivå 7 | Division 5 | Norra Västergötland      | 2:a      | Uppflyttningskval |
| 2004   | Nivå 6 | Division 4 | Västra Västergötland     | 11:a     | Nedflyttad        |
| 2005   | Nivå 7 | Division 5 | Nordvästra Västergötland | 1:a      | Uppflyttad        |
| 2006   | Nivå 6 | Division 4 | Västra Västergötland     | 2:a      | Uppflyttningskval |
| 2007   | Nivå 6 | Division 4 | Västra Västergötland     | 6:a      |                   |
| 2008   | Nivå 6 | Division 4 | Västra Västergötland     | 7:a      |                   |
| 2009   | Nivå 6 | Division 4 | Västra Västergötland     | 11:a     | Nedflyttad        |
| 2010   | Nivå 7 | Division 5 | Norra Västergötland      | 1:a      | Uppflyttad        |
| 2011   | Nivå 6 | Division 4 | Norra Västergötland      | 7:a      | Nedflyttad        |
| 2012   | Nivå 7 | Division 5 | Nordvästra Västergötland | 6:a      |                   |
| 2013   | Nivå 7 | Division 5 | Nordvästra Västergötland | 7:a      |                   |
| 2014   | Nivå 7 | Division 5 | Nordvästra Västergötland | 6:a      |                   |
| 2015   | Nivå 7 | Division 5 | Mellersta Västergötland  | 2:a      | Uppflyttningskval |
| 2016   | Nivå 6 | Division 4 | Norra Västergötland      | 11:a     | Nedflyttad        |
| 2017   | Nivå 7 | Division 5 | Västra Västergötland     | 1:a      | Uppflyttad        |
| 2018   | Nivå 6 | Division 4 | Norra Västergötland      | 5:a      |                   |
| 2019   | Nivå 6 | Division 4 | Norra Västergötland      | 8:a      |                   |
| 2020   | Nivå 6 | Division 4 | Norra Västergötland      | 12:a     | Nedflyttad        |
| 2021   | Nivå 7 | Division 5 | Västra Västergötland     |          |                   |